# 长兴岛 (上海)
31°24′01″N 121°41′33″E / 31.4003°N 121.6925°E

长兴岛（Changxing Dao）是位于中国长江入海口处的冲积岛，现面积88平方公里，本地人口约3.6万人，全岛即上海市崇明区长兴镇的行政区域。

## 地理
长兴岛浮出水面，最早成型于明崇祯十七年（1644年），清道光二十二年（1842年）形成瑞丰沙（原名崇宝沙）、潘家沙、鸭窝沙。光绪六年（1880年）形成石头沙、圆圆沙。民国十六年（1927年）形成金带沙。这6个沙洲连缀而成，时名长兴沙。
清道光二十四年（1844年）鸭窝沙开始围滩造田。1960-1970年间，长兴六沙通过整体的堤岸工程，连成一体，1972年3月合并形成今天的长兴岛。
长兴岛的经济主要以农业为主，2008年，中船集团将旗下4家企业整体搬迁至长兴岛，长兴岛将成为中国最大的造船基地。2007年官方的宣传已经将长兴岛定义为“海洋装备产业岛”。

## 历史
长兴岛在民国时期开始开发，人口大部分是在民国时期迁入，早期以渔民为主，靠打渔以及收割野生芦苇为主要产业。后有部分已经生根的家族围堤屯田，逐渐形成农业。中华人民共和国成立以后，浦东部分渔民迁入，配置耕地，这部分人被当地称为“新农民”。长兴岛和临近的横沙岛原本属于宝山区的管辖范围，但在2005年5月划归崇明县（现崇明区）。
长兴岛的生活风习、语言习惯甚至血统也基本与崇明、横沙岛同源。 三岛语言就是崇明话，它与宝山有明显的区别。崇明话的发音有很重的喉音、鼻音和胸腔共鸣，多开口音，不像宝山话有明显的齿音和舌尖音。三岛由于交通不便，各方面自有其独立性，受外界影响少，所以保留了不少古风。
例如，三岛推崇寄亲，即认干亲。这是很典型的岛屿文化，为的是通过这种方式，使得没有血统联系的人能够形成一个亲戚关系，由于岛屿交通不便，这样的话可以图个互相帮助、突发急事时有个照应。

## 经济
长兴岛的产业也历经变化，从早期的渔业、天然作物收割到农渔、养殖业结合，接着又根据土壤气候条件在1980年代开发了柑桔特产和与之相关的观光农业，1991年又在長興島辦首屆上海柑桔节，此後每年均會舉行，到後來的的海洋装备产业。截止到2007年底，长兴岛的外来人口已经超过8万，是本地人口的两倍多，而根据有关部门的规划，还将进一步吸纳外来务工人员，使人口总数达到15万～18万左右。
长兴岛的主要对外交通方式为船舶，客流量最大的船舶码头为位于岛南侧中部的马家港码头。目前建設中的上海地铁22号線将随着上海长江隧道延长到长兴岛。天气晴好时，站在岛南侧海滩即可肉眼观测到对岸的浦东新区。

## 长兴岛造船基地

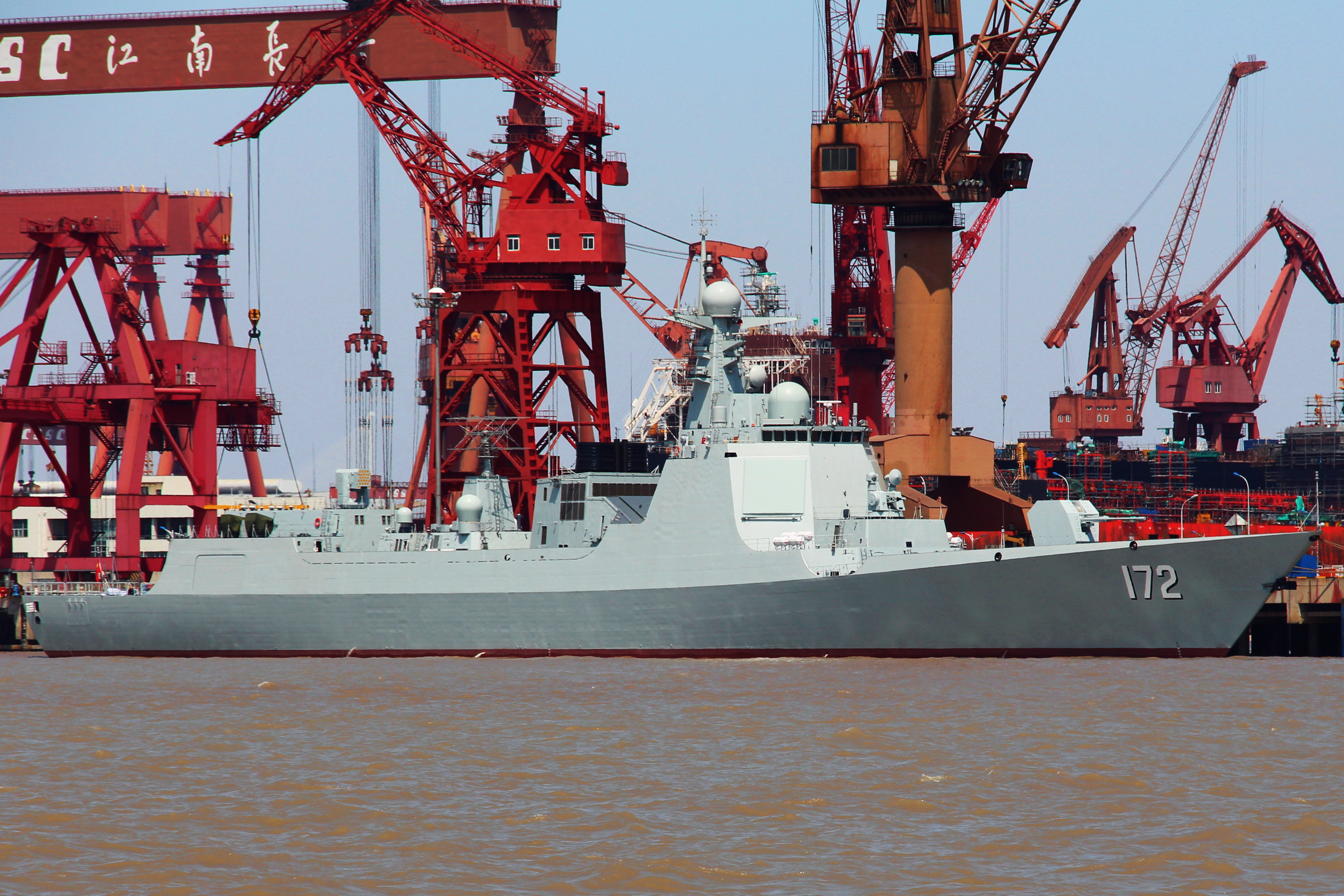
长兴岛港口的“昆明”号052D导弹驱逐舰

中船集团自2005年起建设长兴造船基地。长兴造船基地一期内建成了三条造船生产线，分别是上海江南长兴造船有限责任公司（主营民用船舶）、上海江南长兴重工有限责任公司（主营民用船舶）、江南造船（集团）有限责任公司（民用及军事船舶），以及一家船舶配套企业中船江南重工股份有限公司。
此外，长兴岛上另有中海长兴修造船基地与振华重工长兴基地。
福建号航空母舰也是在上海长兴岛船舶制造基地建造和下水。